# 中華民国ラグビーフットボール協会
中華民国ラグビーフットボール協会（ちゅうかみんこくラグビーフットボールきょうかい、中国語: 中華民國橄欖球協會）は中華民国（台湾）におけるラグビーユニオンを総括している団体。対外的には中華台北ラグビーフットボール協会又はチャイニーズ・タイペイラグビーフットボール協会（中国語: 中華臺北橄欖球協會、英語の名称 : "Chinese Taipei Rugby Football Union", 略称 : CTRFU）名義で国際大会に参加している。1946年（民国35年）11月に創設、ワールドラグビーへは1986年（民国75年）に加盟している。ワールドラグビーでは、ワールドカップに出場したことが無い3番目のグループとしている。